# Глюкагонома
Глюкагоно́ма — опухоль (обычно злокачественная) из альфа-клеток островков Лангерганса, секретирующая глюкагон. Развивается сложный симптомокомплекс, наиболее часто включающий в себя дерматит, диабет, анемию и похудение. Реже отмечается диарея, поражение слизистых оболочек, тромбозы и эмболии.
Первичная опухоль, как правило, крупная, со́лидная, одиночная, растёт медленно, однако на момент выявления у 60…85 % больных уже имеются метастазы.

## История
Клиническое описание глюкагонпродуцирующей опухоли было дано случайно дерматологами ещё в 1942 году. Однако только в 1966 году опубликован первый доказанный случай глюкагономы. Окончательное представление об этой патологии было сформулировано к 1974 году — появился термин «глюкагонома-синдром». На сегодняшний день в литературе описано более 150-ти подобных наблюдений. Заболевание редко поражает лиц до 30 лет, возраст 85 % пациентов на момент установления диагноза составил 50 лет и более.

## Этиология и патогенез
Симптомы обусловлены нерегулируемой избыточной секрецией глюкагона. Поражения кожи (некролитическая миграционная эритема), сахарный диабет с лёгким течением (естественный антагонист инсулина), анемия и потеря веса, обусловленные выраженным катаболическим процессом в условиях опухолевой гиперглюкагонемии, которая ведёт к нарушению белкового и аминокислотного обмена в о́рганах и тканях организма.

## Клиническая картина
В клинической картине глюкагономы доминируют кожные проявления — подавляющее большинство пациентов выявляется дерматологами. Дерматит, сопровождающий данное новообразование, получил название некролитическая миграционная эритема. Процесс циклический, длящийся от 7 до 14 дней. Начинается с пятна или группы пятен, которые превращаются в папулы с запавшим центром и чётко ограниченным краем. Стадии процесса: Пятно → Папула → Везикула → Эрозия → корка или чешуйки, после чего остаётся участок гиперпигментации.
- Особенностью данного дерматита является полиморфизм — наличие очагов поражения, находящихся на разных стадиях развития, что придаёт коже пёстрый вид. Нередко к основному процессу присоединяется вторичная инфекция. Наиболее частые локализации дерматита при глюкагономе: ноги (нижние конечности), паховая область, промежность, перианальная область, нижняя часть живота. На лице процесс проявляется в виде ангулярного хейлита.
- Вторая особенность — дерматит, сопровождающий глюкагоному, у большинства пациентов резистентен к проводимой терапии (как местной, так и системной), включая кортикостероиды.

Поражение слизистых оболочек при глюкагономе характеризуется наличием стоматита, гингивита, глоссита — причина изменений на слизистых оболочках аналогична процессу на коже. Язык: большой, мясистый, красный, со сглаженными сосочками (характерный для глюкагономы вид). Реже встречаются баланиты и вагиниты.
Среди факторов, влияющих на нарушение углеводного обмена, роль глюкагона (признанного гипергликемизирующего пептида) вызывает наибольшие разногласия. В большинстве наблюдений трудно доказать прямую зависимость между концентрацией глюкагона и величиной гликемии. Нарушение углеводного обмена сохраняется продолжительное время, несмотря на нормализацию уровня глюкагона в первые часы, после радикальной операции по поводу глюкагономы. В литературе имеются сообщения о сохранении симптомов сахарного диабета после оперативного вмешательства, на фоне полной ремиссии других проявлений синдрома.&
Сахарный диабет при синдроме глюкагономы имеет две характерные особенности:
- у 75 % пациентов протекает легко, для компенсации углеводного обмена достаточно соблюдения диеты. 25 % пациентов нуждается в инсулинотерапии[2], суточная доза которой в 50 % случаев не превышает 40 ЕД.
- вторая особенность диабета при глюкагономе — редкость развития кетоацидоза и отсутствие традиционных осложнений в виде нефро-, ангио- и нейропатии.[1]

Выраженные катаболические изменения при глюкагономе, независимо от характера новообразования (злокачественное или доброкачественное), ведут к похудению, отличительной особенностью которого является потеря массы тела при отсутствии анорексии. Анемия при синдроме глюкагономы — нормохромная и нормоцитарная — имеет свои особенности:
- низкий гемоглобин и гематокрит;
- иногда наблюдается снижение уровня сывороточного железа;
- уровни фолиевой кислоты и витамина B12 остаются в пределах нормальных величин;
- резистентна к витаминотерапии и препаратам железа.

Тромбозы и эмболии при глюкагономе встречаются у 10 % пациентов, но до сих пор не ясно, свойственны ли они синдрому глюкагономы или являются результатом опухолевого процесса как такового (нередко наблюдаются в онкологической практике в целом). Более, чем в 20 % случаев глюкагономы у пациентов отмечается диарея — чаще возникает периодически, по тяжести варьирует от незначительной до изнуряющей. В редких случаях отмечается стеаторея.
Глюкагономы обычно больших размеров. Только у 14 % не превышают 3 см в диаметре, в то же время, более, чем у 30 % больных размер первичного очага достигает 10 см и более. В подавляющем большинстве случаев (86 %) альфа-клеточные новообразования злокачественные, 2/3 из которых на момент обнаружения уже имеют метастазы. Чаще (43 %) опухоль локализуется в хвосте поджелудочной железы, реже (18 %) — в её головке. Глюкагонсекретирующая опухоль может быть частью синдрома множественной эндокринной неоплазии I типа. Отдельные признаки синдрома глюкагономы, например сахарный диабет или дерматит, наблюдаются при энтероглюкагонсекретирующих новообразованиях других органов.

## Диагностика

### Лабораторная
Среди лабораторных показателей ведущим является определение иммунореактивного глюкагона. При глюкагономе уровень глюкагона в плазме крови повышен, превышая в десятки и сотни раз его нормальные значения. Другими характерными для синдрома глюкагономы лабораторными показателями являются гипохолестеринемия, гипоальбуминемия, гипоаминоацидемия. Последняя имеет особое диагностическое значение — обнаруживается практически у всех больных. В некоторых случаях может быть повышен уровень инсулина (компенсаторная реакция на избыток глюкагона).

### Топическая
Топическая диагностика глюкагономы и её метастазов особых затруднений не вызывает. Наиболее эффективны — висцеральная артериография и компьютерная томография.

## Дифференциальная диагностика
Проводится с сахарным диабетом 2 типа лёгкого течения, сопровождающимся дерматитом и опухолью поджелудочной железы или метастазами неизвестной опухоли.
Повышенный уровень иммунореактивного глюкагона может определяться при сахарном диабете, феохромоцитоме, циррозе печени, глюкокортикоидном гиперкортицизме, почечной недостаточности… Однако уровни глюкагона, превышающие в десятки и сотни раз его нормальные значения, известны в настоящее время только при глюкагонсекретирующих новообразованиях поджелудочной железы.

## Лечение
Лечение больных с глюкагономой — хирургическое и химиотерапевтическое.
Радикальное лечение — удаление опухоли. Таким способом удаётся излечить треть больных.
Для медикаментозного лечения глюкагономы применяют внутриартериальное введение стрептозоцина (стрептозотоцин) или полихимиотерапию (различные сочетания стрептозоцина, фторурацила, доксорубицина и декарбазина). Химиотерапия позволяет облегчить симптомы, обусловленные метастазами в печени.
Если радикальное оперативное лечение невозможно, назначают антипролиферативное и симптоматическое лечение октреотидом.

## Прогноз
Прогноз серьёзен, так как подавляющее большинство глюкагоно́м — злокачественные и в некоторых случаях на момент выявления обнаруживается метастазирование. Четвёртая часть всех оперативных вмешательств заканчивается пробной лапаротомией в виду метастатического процесса. Однако попытка удаления первичного очага должна быть предпринята при любых обстоятельствах — уменьшение опухолевой массы делает проведение химиотерапии более успешным.